# Caso Candiani
Il caso Candiani, conosciuto anche come delitto Da Pont, coinvolse la cameriera Silvia Da Pont (1930-1951), che venne rapita e tenuta sequestrata fino a morire d'inedia nella casa del cavalier Carlo Candiani (1879-1957) a Busto Arsizio, nell'ottobre 1951.

## Storia

### Antefatti
Silvia Da Pont era nata nel 1930 a Cesiomaggiore in provincia di Belluno, figlia del boscaiolo Antonio Da Pont e della domestica Adelina Bortolas. Dopo aver lavorato a Biella e Feltre, si trasferì a Busto Arsizio e lavorò come domestica della famiglia di Adelchi Nimmo, dipendente della compagnia aerea TWA all'aeroporto di Busto Arsizio (oggi Malpensa), nella sua villetta in via Galilei n.8.

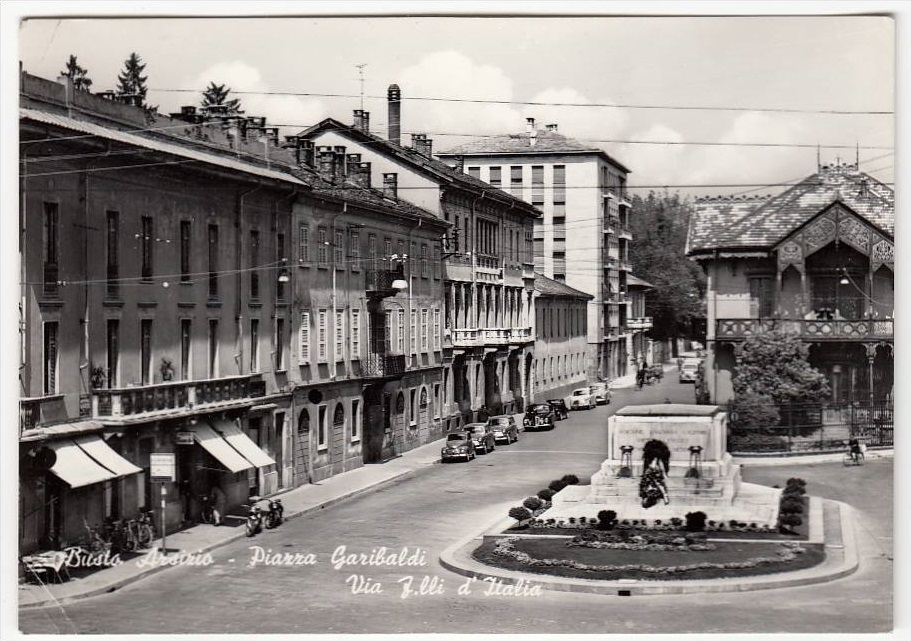
Piazza Garibaldi a Busto Arsizio negli anni '50, nelle vicinanze di via Galilei

Nimmo venne promosso nella sede di Fiumicino della compagnia aerea e la famiglia Nimmo decise di trasferirsi a Roma. La mattina del 7 settembre 1951, Silvia uscì a comprare il latte ma apparentemente non tornò più a casa.

### Le ricerche e le indagini
Alle 17.00 la famiglia Nimmo denunciò la scomparsa ai carabinieri, che perquisirono l'abitazione senza trovare nulla; fu anche accertato che Silvia non era tornata al suo paese, e si ipotizzò quindi una fuga con uno spasimante. Le ricerche rimasero senza esito.
Il 28 ottobre, mentre la famiglia Nimmo si stava disfando di alcuni vecchi documenti prima del definitivo trasloco, Adele Nimmo scese in cantina e, spostando un vecchio albero di Natale, scoprì il cadavere di Silvia, a 51 giorni di distanza dalla scomparsa.
Inizialmente si pensò che fosse morta per avvelenamento da monossido di carbonio, ma l'autopsia chiarì che era deceduta per malnutrizione.
Le indagini furono affidate al capitano Angelo Mongelli, che perquisì l'appartamento dell'inquilino del piano di sopra e proprietario della villa, il cavalier Carlo Candiani. Egli era un industriale in pensione, due volte vedovo e conosciuto come persona rispettabile; in casa sua furono rinvenuti uno stampo metallico per dolci sporco di feci umane e una delle pantofole di Silvia, mentre nel solaio fu trovata una chiazza rettangolare senza polvere, in corrispondenza della quale probabilmente vi era una cassa che era stata spostata. Candiani venne quindi portato in caserma e interrogato.

### La confessione
Candiani confessò l'11 novembre. Disse, inizialmente, che Silvia era svenuta in sua presenza e che era rimasta priva di conoscenza per due giorni; tentò di farla rinvenire portandola nel solaio, dove la nutrì di cibo liquido per tenerla in vita. Successivamente la chiuse in una cassa mentre era ancora viva, il 20 settembre. Con l'aiuto dell'amico e socio in affari Vittorio Tosi (poi sospettato di complicità e successivamente scomparso), al quale sostenne di non aver rivelato il contenuto della cassa, la trasportò in cantina, dove la ragazza spirò dopo un mese, senza mai riprendere conoscenza. 
Spaventato, estrasse poi il cadavere dalla cassa e lo nascose nel locale caldaia, sotto una catasta di legna, dove la ragazza morta venne ritrovata otto giorni dopo. Tuttavia, il 19 dicembre, l'uomo sostenne di aver inventato tutto e che la confessione gli fosse stata estorta.

### Il processo e la condanna
Le indagini giunsero alla conclusione che Candiani stordì Silvia Da Pont con un batuffolo imbevuto d'etere. La ragazza svenne, così la distese su un divano per farla rinvenire, nutrendola per quindici giorni con latte e vino; temendo venisse scoperta, la mise in una cassa facendosi aiutare dal suo amico per spostarla in cantina, dove avvenne il ritrovamento. Durante il primo processo a suo carico, la casa venne perquisita e in un armadio vennero trovati flaconcini contenenti degli alcaloidi, probabilmente usati per tenerla prigioniera e in stato di torpore.
Nel 1953, Candiani venne condannato per omicidio volontario, ratto e occultamento di cadavere dalla Corte d’assise di Milano; la pena fu stabilita in 25 anni, poi ridotti dalla Corte d'appello di Milano a 14 anni, con l'accusa di omicidio preterintenzionale, derubricando l'omicidio volontario. La Corte di cassazione annullò per amnistia l'occultamento di cadavere, riducendo quindi la condanna a 13 anni. Candiani morì mentre scontava la pena l'8 agosto 1957, all'età di 76 anni, nel carcere San Francesco di Parma. Venne sepolto nel cimitero di Busto Arsizio.

## Influenza culturale
- Dino Buzzati si ispirò al caso e scrisse Il delitto del cavaliere Imbriani, pubblicato nella raccolta postuma La «nera» di Dino Buzzati.
- Il caso della morte di Silvia Da Pont è stato analizzato nella seconda stagione del programma Delitti[11].